# Raniero Vanni d'Archirafi
Raniero Vanni d'Archirafi (Genève, 7 juni 1931) is een Italiaanse politicus en diplomaat. Tussen 1989 en 1993 werkte hij als directeur-generaal op de departementen Economische Zaken (1989-92) en Politieke Zaken (1992-93). In 1993 werd Vanni d'Archirafi benoemd tot Europees commissaris.

## Biografie
Vanni d'Archirafi studeerde na zijn middelbare school rechten aan de Universiteit van Rome. In 1954 promoveerde hij. In 1956 werd Vanni d'Achirafi aangesteld bij het ministerie van Buitenlandse Zaken van Italië. Voor het ministerie was hij achtereenvolgens ambassadeur in West-Duitsland (1957-1961), de Europese Gemeenschappen (1961-1966), Argentinië (1966-69), Spanje (1984-87) en opnieuw West-Duitsland (1987-89). In 1989 werd Vanni d'Archirafi directeur-generaal op het departement Economische Zaken. Tevens was hij adviseur van minister-president Giulio Andreotti. Drie jaar later werd hij directeur-generaal op Politieke Zaken. In 1993 nam hij ontslag vanwege zijn benoeming tot Europees Commissaris.